# Kwaliteitsbeleving
Kwaliteitsbeleving is de manier waarop mensen kwaliteit van leven ervaren.
Er bestaat geen wetenschappelijke consensus wat menselijke ervaring precies is. Het onderwerp kwaliteitsbeleving bevindt zich daarom op het snijvlak van de psychologie en de filosofie en wordt onder andere onderzocht binnen de vakgebieden filosofie van de psychologie en de filosofie van de geest. Er zijn binnen deze vakgebieden drie typen benaderingen van de ervaring van kwaliteit van leven:
- het utilitarisme
- het objectivisme
- het (filosofisch) perfectionisme[1]

In het utilitarisme staat de subjectieve tevredenheid van mensen centraal, die binnen het klassieke utilitarisme benaderd wordt als de aanwezigheid van genot en de afwezigheid van pijn en binnen het moderne utilitarisme als de vervulling van behoeften (economische term: preferenties). In het objectivisme ligt de focus op het verklaren van ervaren kwaliteit van leven aan de hand van objectieve factoren, waarvan fysieke factoren, persoonlijkheidsfactoren, sociale factoren en omgevingsfactoren de belangrijkste zijn. In het (filosofisch) perfectionisme beschouwt men de ervaring van kwaliteit van leven in het licht van een individueel, ethisch of spiritueel ontplooiingsideaal. Dit betekent dat de ervaren kwaliteit van leven in het teken staat van het (proces van) nastreven van dit ontplooiingsideaal, niet per se het bereiken ervan.  